# Rassistische Ausschreitungen in Schönau 1992
Im Mannheimer Stadtteil Schönau kam es im Jahr 1992 zu rassistischen Ausschreitungen gegen ein Sammellager für Asylbewerber in der alten Gendarmerie-Kaserne.

## Vorgeschichte
Schönau entwickelte sich Ende der 1980er/Anfang der 1990er Jahre von einem alten Arbeiterviertel, das traditionell der SPD nahestand, zu einem sozialen Problemviertel, in dem der Drogenhandel und -konsum florierte sowie Arbeitslosenquote und Kriminalitätsrate stiegen. In Schönau-Nord entstanden mehrere Wohnblöcke mit Sozialwohnungen.
Ende November 1991 wurde die alte Gendarmerie-Kaserne von der US-Armee zurück an die Stadt übergeben. Das Gebäude wurde von der Stadtverwaltung anschließend für die Nutzung als Landessammellager für Asylbewerber freigegeben. 216 Flüchtlinge sollten dort einziehen. Obwohl mehrere Stadträte ihre Bedenken äußerten, eine Flüchtlingsunterkunft in einem Problemviertel zu eröffnen, wurde der Plan in die Tat umgesetzt und im Januar 1992 zogen die ersten 59 Asylbewerber ein. Bereits da kam es zu Beschwerden der Nachbarschaft über Lärmbelästigung und Verunreinigungen des gegenüberliegenden Schulhofs. Versuche der zuständigen Sozialbetreuer, die Situation zu entschärfen, indem sie die Flüchtlinge in andere Jugendhilfeeinrichtungen integrierten, beispielsweise dem Jugendhaus oder dem Jugendfreizeitheim, scheiterten an den Bedenken der jeweiligen Angestellten und Träger.
Die Situation im Stadtteil verschärfte sich schließlich, als Ende April 1992 die Obergrenze von 216 Personen überschritten wurde. Es kam insbesondere unter den Jugendlichen zu Schlägereien zwischen den Asylbewerbern und Schönauern. Im Mai berichtete der Fernsehsender RTL in seinem Lokalprogramm über eine Massenschlägerei in der Unterkunft, die sich an der schlechten Verköstigung entzündete.

## Beginn der Ausschreitungen
Am 26. Mai 1992 verbreitete sich das Gerücht, ein afrikanischer Asylbewerber aus der Sammelunterkunft habe ein 16-jähriges Mädchen vergewaltigt. Tatsächlich war diese von ihrem eigenen Freund, einem US-Amerikaner, vergewaltigt worden, der bei seiner Festnahme falsche Angaben machte und sich als einer der Asylbewerber ausgab. Ein Mob von etwa 150 Jugendlichen und älteren Personen zogen vor die Unterkunft und wollten den angeblichen Täter stellen. An dem Abend passierte jedoch nichts.
Nachdem sich die Gerüchte am 28. Mai, einem Feiertag, auf einem Fest erneut ausbreiteten und dieses kurz darauf wegen einiger Schlägereien aufgelöst wurde, begab sich erneut ein Mob von 100 bis 150 Personen, teilweise alkoholisiert, mit Baseballschlägern zum Flüchtlingsheim. Dort wurden ausländerfeindliche Parolen gebrüllt. Weder der Polizei noch Oberbürgermeister Gerhard Widder (SPD) und Stadträtin Regina Trösch gelang es, die aufgebrachte Menge zu beruhigen, die zudem auf 400 Personen anwuchs. Diese begannen nun die Polizei sowie das Lager mit Steinen, Flaschen und Böllern zu bewerfen. Die Polizei rief Verstärkung aus Hessen und Rheinland-Pfalz und begann um 22:30 Uhr mit der Räumung des Geländes. Etwa 24 Personen wurden festgenommen.
Am nächsten Tag richtete sich Widder mit einem Schreiben an die Bürger von Schönau, in dem er ankündigte, den Zuzug von Flüchtlingsfamilien zugunsten von jungen Alleinstehenden zu stoppen und einen Pförtnerdienst im Heim zu etablieren. Trotz dieses Entgegenkommens, bei dem der rassistische Mob keine Erwähnung fand, versammelten sich am 29. Mai erneut hunderte Personen vor der ehemaligen Kaserne, die nun von Sicherheitskräften bewacht wurde. Der Fernsehsender Sat.1 berichtete vor Ort und zeigte Filmaufnahmen von Jugendlichen, die rassistische Parolen riefen. 21 Personen wurden festgenommen. Es kam auch zu Gegenprotesten. Eine solidarische Gruppe von etwa 60 Personen entrollte ein Transparent mit der Aufschrift „Gegen Rassismus – Bleiberecht für alle!“ und zog in Richtung Sammelunterkunft.
Auch für den 30. Mai kündigten sich Proteste an. Die Polizei errichtete einen Puffer zwischen den beiden Gruppierungen, also denen, die gegen die Flüchtlinge demonstrierten und den mit den Flüchtlingen solidarischen Personen. Der Abend verlief ohne größere Zwischenfälle. Insgesamt haben sich Medienangaben zufolge 150 bis 200 Menschen auf der Seite der Antirassisten und 50 bis 500 Flüchtlingsgegner versammelt.
Am 2. Juni 1992 entrollte eine dreißigköpfige Gruppe von Pro Asyl ein Banner mit der Aufschrift „Weg mit dem rassistischen Bürgermob“. Die Gruppe wuchs schließlich auf 100 Personen an. Auch der Mob der Asylgegner versammelte sich erneut. Es kam zu Handgreiflichkeiten zwischen den beiden Gruppen. Dabei kam es auch zu Rangeleien zwischen Polizisten und der autonomen Seite.
Widder verbot daraufhin alle Demonstrationen und Versammlungen vor dem Heim. Doch bereits einen Tag später kam es am Rande einer Begegnungsrunde im Stadtviertel zwischen Bewohnern und Flüchtlingen zu einer Versammlung von etwa 50 bis 100 Flüchtlingsgegnern und etwa doppelt so vielen Antifaschisten. Die Polizei konnte die beiden Gruppen trennen und stellte bei den Autonomen, die auch aus den umliegenden Städten angereist waren, eine große Anzahl an Hiebwaffen fest. Nachts fand unter Polizeischutz eine Demonstration der Flüchtlingsgegner statt.
Auch am 4. Juni versammelten sich Flüchtlingsgegner vor der Kaserne. Zwölf mit Schlagstöcken bewaffnete Jugendliche wurden festgenommen.
Am Samstag, dem 6. Juni, rief ein Aktionsbündnis zu einer Demonstration gegen die ausländerfeindlichen Übergriffe auf. Widder ließ die Demonstration verbieten. Die Polizei räumte den Mannheimer Paradeplatz, wo sich 200 bis 300 Demonstranten versammelten, daraufhin mit Gewalt. Insgesamt wurden sieben Menschen verletzt und 140 Personen vorübergehend festgenommen.
Anschließend flauten die Proteste von beiden Seiten ab. Eine Woche später fand ein Demonstrationszug von 2500 Personen statt, der sich gegen Rassismus richtete. Dabei wurden 189 Personen festgenommen. Der Protestzug verlief jedoch generell friedlich.

## Nachfolgende Bewertung
Matthias Möller untersuchte 2007 im Rahmen einer Magisterarbeit an der Universität Tübingen die Ausschreitungen in Mannheim-Schönau, das auch später als Taschenbuch erschien. Matthias Möller trat in den Jahren danach auch als Referent auf. Der Mob trat in Mannheim als sehr gemischtes Publikum auf. Die Proteste bestanden nicht, wie in anderen Städten, aus organisierten Neonazis, sondern es handelte sich um normale Bürger und nicht um einen organisierten Protest. Deshalb und da die Polizei das Flüchtlingsheim beschützte, sieht er die Ausschreitungen nicht als Pogrom. Was für ihn jedoch das Besondere war, war, dass die staatliche Gewalt vorwiegend gegen Antifaschisten aktiv vorging, während die ausländerfeindlichen Proteste geduldet wurden.
Richard Rohrmoser veröffentlichte 2017 in einem Sammelband der Freunde des Stadtarchivs über Jugendproteste in Mannheim einen Artikel, in dem er dessen Forschungen aufgriff.
Beide gehen auch auf die Rolle der Medien und des Oberbürgermeisters ein. So habe der Mannheimer Morgen tendenziös über die Proteste berichtet und den rassistischen Mob ebenso befeuert, wie Oberbürgermeister Widder, der sich für eine härtere Asylpolitik einsetzte und Verständnis für den rassistischen Mob äußerte. Die Proteste wurden außerdem als „unpolitisch“ umgedeutet, so dass die Ausschreitungen sich im Vergleich zu den Pogromen von Hoyerswerda, Rostock-Lichtenhagen, Solingen und Mölln weniger im kollektiven Gedächtnis eingeprägt haben. Ebenso kam es dort auch zu weniger Zwischenfällen. Trotzdem sieht er die Vorfälle als einen von „mehreren Höhepunkten in einer Kette von Angriffen auf Geflüchtete und deren Unterkünfte nach der deutschen Wiedervereinigung“.